# Kurtia (schimmel)
Kurtia is een geslacht van schimmels behorend tot de orde Corticiales. Het bevat alleen Kurtia argillacea

## Soorten
Volgens Index Fungorum telt het geslacht drie soorte (peildatum maart 2023):
| Soortnaam             | Auteur(s)                    | Publicatiejaar |
| --------------------- | ---------------------------- | -------------- |
| Kurtia argillacea     | (Bres.) Karasiński           | 2014           |
| Kurtia macedonica     | (Litsch.) Karasiński         | 2014           |
| Kurtia magnargillacea | (Boidin & Gilles) Karasiński | 2014           |